# R. c. Beaulac
 R. c. Beaulac est un arrêt de principe de la Cour suprême du Canada rendu en 1999 concernant les droits linguistiques des accusés et témoins en vertu de l'article 530 du Code criminel.

## Les faits
Jean Victor Beaulac a été accusé de meurtre et a été poursuivi devant la Cour suprême de la Colombie-Britannique et ensuite condamné. 
Beaulac a revendiqué des droits linguistiques en vertu de l'article 530 du Code criminel, qui permet à l'accusé d'être entendu en cour dans sa langue, si celle-ci est l'une des langues officielles du Canada, l'anglais ou le français. La Cour suprême a noté dans sa décision de 1999 que c'était la première fois qu'elle envisageait ce droit du Code criminel.
Au procès, Beaulac s'était vu refuser ce droit d'être entendu en français, car un juge a estimé que les compétences de Beaulac en anglais étaient adéquates mais pas parfaites.

## Jugement
La Cour suprême accueille le pourvoi de Beaulac et ordonne un nouveau procès. 

## Motifs du jugement
Les juges majoritaires ont d'abord examiné la Constitution du Canada, observant que la Loi constitutionnelle de 1867, qui énonce les règles relatives au fédéralisme canadien, ne confère à aucun ordre de gouvernement la compétence exclusive de créer des droits linguistiques, et les deux ordres de gouvernement pourraient probablement le faire. Les droits linguistiques dans la Constitution peuvent fournir un contexte pour les causes de droits linguistiques. Il s'agit notamment de l'article 133 de la Loi constitutionnelle de 1867.  
En outre, il fut observé que dans l'arrêt Jones c. Procureur général du Nouveau-Brunswick (1975), la Cour suprême a jugé qu'il était possible de les étendre. La majorité a observéqu'en 1986, la Cour suprême a conclu que les droits linguistiques devaient être traités avec prudence, dans MacDonald c. Ville de Montréal, Société des Acadiens et Bilodeau c. Procureur général du Manitoba. 
Cependant, les juges majoritaires ont déclaré que l'interprétation conservatrice des droits linguistiques a depuis cédé la place à une approche plus progressiste, dans Ford c. Québec (Procureur général) (1988), qui portait sur la langue et la liberté d'expression en vertu de l'article 2 de la Charte canadienne. La Cour a considéré cela comme important, car cela « réaffirment l’importance des droits linguistiques comme soutien des collectivités de langue officielle et de leur culture ».
Parmi les autres victoires importantes pour les droits linguistiques, citons l'arrêt Mahe c. Alberta (1990) sur les droits à l'enseignement dans la langue de la minorité prévus à  l'article 23 de la Charte canadienne et le Renvoi relatif aux droits linguistiques au Manitoba (1992) concernant la Loi sur le Manitoba.
Tandis que dans l'arrêt Société des Acadiens, la Cour avait minimisé les droits linguistiques parce qu'ils étaient réputés être le résultat d'ententes politiques, dans cette affaire, la Cour a décidé qu'il ne s'ensuit pas que les tribunaux ne peuvent pas interpréter les droits linguistiques de la même manière qu'ils interprètent d'autres droits. Ainsi, la Cour a traité les droits linguistiques comme des droits individuels favorisant la dignité, et le droit statutaire prévu au Code criminel constitue une reconnaissance des droits linguistiques telle qu'envisagée par l'article 16 de la Charte canadienne.
Analysant l'article 530 du Code criminel, la Cour l'a qualifié de « droit absolu ». Étant donné que son interprétation antérieure  a indiqué que ces droits ne sont pas simplement une application régulière de la loi, ils doivent être respectés au-delà de ce que la lettre de la loi exige réellement. La Cour a également conclu que la langue de l'accusé était une question personnelle et liée à son identité, et par conséquent, les tribunaux devraient respecter les sentiments « subjectifs » de l'accusé envers une langue. Dans cette affaire, la Cour a ordonné un nouveau procès.